# Online-Flugsimulation
Bei Online-Flugsimulation handelt es sich um eine spezialisierte Variante der PC-Flugsimulation mit dem Ziel, neben der Simulation des Fluges als Pilot mit Hilfe des Internets auch den übrigen Flugverkehr und die Luftverkehrskontrolle zu simulieren. Statt Flugverkehr und Flugsicherung mit Hilfe der lokalen Simulationssoftware auf Basis künstlicher Intelligenz nachzustellen, begegnet der Simulationsflieger in der Online-Welt anderen Flugzeugen, die ihrerseits von Piloten am heimischen Simulator gesteuert werden. Dabei trifft er im virtuellen Luftraum auch auf Online-Fluglotsen, die die Koordination übernehmen. Denn die Benutzer können im Netzwerk außer als Pilot auch als Fluglotse am Online-Spielgeschehen teilnehmen. Durch spezielle Client-Software stellen die Benutzer eine Verbindung zu Servern im Internet her, auf denen die für die Darstellung der Flugzeuge im virtuellen „Radarbild“ oder im Flugsimulator erforderlichen Daten verwaltet werden.

## Geschichte

### Die Anfänge
Im Jahr 1996 brachte die Firma Microsoft ihre Software Microsoft Flight Simulator in der Version 5.1 auf den Markt. Als Spieler schlüpfte man in die Rolle des Piloten, eine interaktive Luftverkehrskontrolle fand lediglich im Rahmen sogenannter Adventures zeit- und ereignisorientiert, aber durchweg vorbestimmt statt. Ebenfalls zu dieser Zeit stand die Software ATP der Firma subLOGIC zur Verfügung, die erweitert um einige Funktionen durch Simon Hradeckys 3DAGS auch Anfänge von interaktiver Luftverkehrskontrolle zu simulieren versuchte. Auf der anderen Seite entstanden langsam Programme zur Simulation der Luftverkehrskontrolle als solches, eine Integration von Flugsimulation und Luftverkehrskontrolle gab es jedoch nicht.
Durch die ersten Zusatzmodule für die Flugsimulatoren wie beispielsweise Fly by Wire für den FS5 waren plötzlich Mehrspieler-Flüge über die Strukturen des Internets möglich, so dass jetzt die Möglichkeit bestand, auch andere Flugzeuge zu sehen, die ebenfalls von ‚richtigen Menschen‘ gesteuert wurden. Die Gruppe der Online-Piloten wurde langsam größer und immer häufiger verzichtete einer der Piloten darauf, selbst zu fliegen, positionierte sein Flugzeug an die Stelle des Towers und versuchte, den Luftverkehr zu koordinieren. Dazu hatte er allerdings keinen eigenen Radarschirm zur Verfügung, sondern war darauf angewiesen, was ihm sein Flugsimulator selbst darstellte. Die Kommunikation erfolgte per Internet Relay Chat.
Zu dieser Zeit begann der Kalifornier Jason Grooms zwei Programme zu entwerfen, die an diesem Punkt ansetzten: Das Programm ProController für die Radarüberwachung und das Programm SquawkBox (vgl. Squawk) für den Datenaustausch mit dem Flugsimulator. Die SquawkBox las hierfür die auf dem Bildschirm eingeblendeten Positions- und Höhenangaben des Flugzeugs aus und stellte diese Daten zur Verfügung. Um beiden Programmen eine Kommunikation miteinander zu ermöglichen, entwarf er eine einfache Serversoftware, die die Daten zwischen SquawkBox und ProController austauschte. Etwa zur gleichen Zeit entwarf der Texaner Joe Jurecka ein Serverprotokoll, welches genau den gleichen Zweck erfüllen sollte. Grooms und Jurecka kamen in Kontakt und arbeiteten gemeinsam weiter. Den technischen Durchbruch erzielten beide, als sie auf eine speziell für den FS5.1 entwickelten Funktionsbibliothek (englisch “dynamic link library”, DLL) zurückgreifen konnten, die nahezu auf jede Programmvariable des Flugsimulators zurückgreifen konnte. Es war Adam Szofran, der FSUIPC entwickelte. Nachdem die Arbeit an beiden Programmen immer weiter voranschritt und in der Flugsimulationsszene mit sehr viel Interesse verfolgt wurde, teilten sich Grooms und Jurecka die Arbeit auf. Grooms zeichnete weiterhin für den ProController verantwortlich, während Jurecka die Arbeit an der SquawkBox übernahm. Im Sommer 1997 stieß der Niederländer Marty Bochane zum Team hinzu und übernahm die Weiterentwicklung der Serversoftware, die heute unter dem Namen FSD-Server bekannt ist. Bochanes Vision war ein globales Netzwerk von Servern, um möglichst viele Teilnehmer (virtuelle Piloten und virtuelle Fluglotsen) zusammenbringen zu können. Am 25. Januar 1998 standen sowohl SquawkBox, ProController als auch der FSD-Server in der Version 2.0 zur Verfügung und bildeten die Grundlage für die heutigen Online-Netzwerke.

### Die Organisationen
Die Anzahl der Teilnehmer der Online-Flugsimulation beschränkte sich anfangs auf wenige Dutzend Enthusiasten, nur ein Bruchteil derjenigen, die sich insgesamt mit dem Thema PC-Flugsimulation auseinandersetzten. Erklärtes Ziel war es, deutlich mehr Anhänger von diesem Hobby zu überzeugen, um so eine Steigerung der Realität durch eine Steigerung des Online-Verkehrs zu erzielen. Randy Whistler gründete SATCO, die Simulated Air Traffic Controller Organization, die es sich zur Aufgabe machte, Interessenten zu virtuellen Fluglotsen auszubilden. Ray Jones gründete ISPA, die International Simulator Pilots Association, die wiederum den ambitionierten Hobby-Piloten ausbilden wollte. Um dem langsam gesteigerten Technikeinsatz gerecht zu werden, wurde unter der Leitung von John Eisenhour die Organisation der miteinander vernetzten verfügbaren FSD-Server betrieben. Das SATNET wurde geboren.

### Umbruch
SATCO/SATNET wurden immer größer und konnten bis Herbst 1998 auch viele Anhänger in Europa zur Teilnahme bewegen. Die Strukturen innerhalb von SATCO/SATNET waren aufgrund der Entstehungsgeschichte stark amerikanisch geprägt, so dass es bereits im Herbst 1998 zu einer Abspaltung eines Großteils der europäischen Mitglieder kam. Die International Virtual Aviation Organisation (IVAO) entstand und baute auf exakt den gleichen Softwareprodukten auf: SquawkBox, ProController und FSD-Server.
Im Sommer 2001 löste sich SATCO/SATNET auf und übergab die operativen Tätigkeiten sowie die vorhandene Infrastruktur an die Nachfolgeorganisation Virtual Air Traffic Simulation Network (VATSIM).
Im Januar 2003 spaltete sich erneut eine Gruppe von einem der Netzwerke ab, diesmal von IVAO. Flight Project International (FPI) entstand aus dem Kreis einiger ehemaliger IVAO-Softwareentwickler, wurde aber aufgrund abnehmender Mitgliederzahlen 2006 aufgelöst.

### Mitgliedschaft
Die Mitgliedschaft war und ist in allen Netzwerken (bis auf die Kosten für den eigenen Internetzugang) kostenlos, die laufenden Kosten werden durch Sponsoren gedeckt.

## Aktueller Stand der Entwicklung

### Software
Nachdem zunächst die verwendete Software SquawkBox und ProController in allen drei Netzwerken noch identisch war, wurde sie mittlerweile individuell weiterentwickelt:
- FPI löste die SquawkBox als erstes ab und veröffentlichte den ATOC Pilot Client (IPI). Dieser wird mittlerweile durch den ATOC Pilot Client (IPI-Express) ergänzt. Auf der Controllerseite ersetzte der ATOC ATC Client (ICP 3.x) den ProController.

- IVAO löste die SquawkBox durch den IvAp - IVAO virtual Pilot client ab und auch die Fluglotsen bei IVAO haben mittlerweile nicht mehr den ProController im Einsatz. Hier tut der IvAc - IVAO virtual ATC client 1 neben dem IvAc 2 (beta-Version) seinen Dienst.

- VATSIM nutzt seit März 2005 die SquawkBox 3 und FSInn und auf der Controllerseite wurde auch hier der ProController bereits im Jahr 2003 durch den ASRC - Advanced Simulated Radar Client abgelöst und 2006 ist der VRC - Virtual Radar Client mit dazugekommen. 2008 wurde zusätzlich Euroscope als neue Controller Software eingeführt und ist nun das Hauptprogramm für die Controller.

Auch die Serversoftware FSD-Server unterlag in allen Netzwerken einigen Änderungen, so dass alle Netzwerke mittlerweile technisch inkompatibel geworden sind.

### Kommunikation
Mussten die ersten Online-Piloten in den Jahren 1996–1998 noch auf IRC zurückgreifen, wurde in den darauffolgenden Jahren sowohl im Flugsimulator als auch in der Clientsoftware für Piloten und Controller ein interner Text-Chat eingebaut.
Auch diese Art der Kommunikation verliert zusehends an Bedeutung, da durch Programme wie zunächst Roger Wilco und Teamspeak eine Sprachkommunikation über die Strukturen des Internets möglich wurde. Alle drei Online-Netze entwickelten eigene Sprach-Protokolle, die teilweise in die jeweilige Client-Software integriert wurden, teilweise aber auch als Stand-Alone-Software zur Verfügung steht.

### Microsoft-Monopol?
Nachdem Microsoft mit seiner Flugsimulator-Reihe den mit Abstand größten Marktanteil im Bereich der PC-Flugsimulation hat, orientierte sich die Entwicklung der Online-Flugsimulation ebenfalls an diesen Produkten. Das Konzept ist jedoch keinesfalls nur auf Microsoft-Produkte ausgerichtet, teilnehmen kann man grundsätzlich mit jedem Flugsimulator, für den ein Pilotenclient zur Verfügung steht. Die „SquawkBox“ gab es auch für weniger verbreitete Simulatoren und seit 2004 genießt der Flugsimulator X-Plane eine ständig wachsende Beliebtheit. Auch für diesen steht ein Online-fähiger Pilotenclient zur Verfügung – die XSquawkBox.
Für Microsoft selbst ist – nach Aussage von Bruce Williams ('product manager' für den Flight Simulator bei Microsoft) auf der „1. Deutschsprachigen Flugsimulatorkonferenz“ 2003 in Paderborn – der Bereich der Online-Flugsimulation kein Thema. Es handele sich hier lediglich um eine Randgruppe ohne größeren Einfluss auf den betriebswirtschaftlichen Erfolg, so interessant das Thema auch sei.